# Ельґнувко
Ельґнувко (пол. Elgnówko, нім. Gilgenau) — село в Польщі, у гміні Ольштинек Ольштинського повіту Вармінсько-Мазурського воєводства.
Населення — 274 особи (2011).

## Демографія
Демографічна структура станом на 31 березня 2011 року:
|          | Загалом | Допрацездатний вік | Працездатний вік | Постпрацездатний вік |
| -------- | ------- | ------------------ | ---------------- | -------------------- |
| Чоловіки | 138     | 43                 | 88               | 7                    |
| Жінки    | 136     | 44                 | 74               | 18                   |
| Разом    | 274     | 87                 | 162              | 25                   |